# Zombie (píseň)
"Zombie" je protestní píseň irské rockové skupiny The Cranberries z alba No Need to Argue z roku 1994. Píseň odsuzuje násilí spojené s konfliktem v Severním Irsku, přičemž naráží zejména na zabití dvou dětí při bombových útocích ve Warringtonu v Anglii. Píseň byla také cenzurována ve Spojeném království a Spojených státech, kvůli obavě, že by píseň mohla být považovaná kritickou k válce v Iráku. Hudbu a text napsala zpěvačka skupiny Dolores O'Riordanová. Píseň obsahuje těžký kytarový riff, který není charakteristický pro skupinu a je blízký zvuku post-grunge/alternativního metalu.

## Seznam skladeb
CD singl 
1. "Zombie" (Full length album version) - 5:06
2. "Away" - 2:39
3. "I Do not Need" - 3:31

Obě B-strany nebyly dříve vydané. "Away" byl později použit do soundtracku filmu Clueless.
Limited Edition CD singl
1. "Zombie" - 5:09
2. "Waltzing Back" (Live at the Fleadh Festival, 11. červen 1994) - 3:45
3. "Linger" (Live at the Fleadh Festival, 11. červen 1994) - 5:25

CD Promo
1. "Zombie" (Edit) - 3:55
2. "Zombie" (Album version) - 5:06

7 "singl
1. "Zombie"
2. "Away"

## Pozice v žebříčcích
| Žebříček (1994)                           | Vrcholová pozice |
| ----------------------------------------- | ---------------- |
| Canadian RPM Singles Chart                | 19               |
| Dutch Top 40                              | 2                |
| Irish Singles Chart                       | 3                |
| UK Singles Chart                          | 14               |
| U.S. Billboard Hot 100 Airplay            | 22               |
| U.S. Billboard Hot Mainstream Rock Tracks | 32               |
| U.S. Billboard Hot Modern Rock Tracks     | 1                |
| U.S. Billboard Top 40 Mainstream          | 18               |
| Žebříček (1995)                           | Vrcholová pozice |
| Australian ARIA Singles Chart             | 1                |
| Austrian Singles Chart                    | 1                |
| Belgian Singles Chart (Flandry)           | 24               |
| Belgian Singles Chart (Valonsko)          | 1                |
| Dutch Singles Chart                       | 3                |
| French SNEP Singles Chart                 | 1                |
| German Singles Chart                      | 1                |
| New Zealand RIANZ Singles Chart           | 5                |
| Norwegian Singles Chart                   | 2                |
| Swedish Singles Chart                     | 2                |
| Swiss Singles Chart                       | 2                |